# Teoria del contrario mixtape vol. 3
Teoria del contrario, vol.3 è il terzo mixtape del rapper italiano Dani Faiv pubblicato il 31 gennaio 2025 dalla Columbia.

## Tracce
1. Noi facciamo il contrario (celebrazione eucaristica n.23) – 0:44
2. Amore+0dio (Intro) – 2:09
3. Tony Stark – 2:57
4. Macchina peso (feat. Vaz Tè) – 2:50
5. No Rockstar (feat. Marte) – 2:27
6. GTA VI (feat. MadMan, Mattak) – 3:29
7. Bambino obeso (feat. Pyrex) – 2:15
8. Worm – 1:51
9. Slithertdc (feat. Tony 2Milli) – 2:33
10. Theo & Achraf (feat. Suspect CB) – 1:32
11. Popcorn (feat. 18K, FreshMula) – 3:07
12. Zanzare Felici (Skit) (feat. Filippo Giardina) – 1:27
13. Zanzare Pt.2 – 1:29
14. Verbatim (feat. Johnny Marsiglia, Kkrisna) – 2:53
15. Cavalli & Armani (feat. Sayf) – 3:00
16. Dio/R (feat. Frezza) – 2:34
17. Kawa (feat. Samuel Heron) – 2:37
18. San Gerardo (feat. Remmy) – 3:20
19. Non è vero (feat. Axos) – 2:58
20. Hard Shit – 1:48